# Eparquía de Nyíregyháza
La eparquía de Nyíregyháza (en latín: Eparchia Nyiregyhazana y en húngaro: Nyíregyházi egyházmegye) es una circunscripción eclesiástica greco-católica húngara de la Iglesia católica en Hungría, sufragánea de la archieparquía de Hajdúdorog. La eparquía tiene al obispo Ábel Szocska, O.S.B.M. como su ordinario desde el 7 de abril de 2018.
En el Anuario Pontificio la Santa Sede usa el nombre Nyíregyháza per i Cattolici di rito bizantino.

## Territorio y organización
La eparquía tiene 5936 km² y extiende su jurisdicción sobre los fieles católicos de rito bizantino greco-católico húngaro residentes en el condado de Szabolcs-Szatmár-Bereg.
La sede de la eparquía se encuentra en la ciudad de Nyíregyháza, en donde se halla la Catedral de San Nicolás de Mira.
En 2019 en la eparquía existían 84 parroquias agrupadas en 3 decanatos divididos en 9 distritos:
- Szabolcsi Főesperesség
  - Nyírbátori Esperesi Kerület (11 parroquias)
  - Tiszai Esperesi Kerület (7 parroquias)
  - Újfehértói Esperesi Kerület (6 parroquias)
- Szatmári Főesperesség
  - Csengeri Esperesi Kerület (9 parroquias)
  - Karászi Esperesi Kerület (10 parroquias)
  - Nyíri Esperesi Kerület (12 parroquias)
- Székesegyházi Főesperesség
  - Kisvárdai Esperesi Kerület (12 parroquias)
  - Máriapócsi Esperesi Kerület (8 parroquias)
  - Nyíregyházi Esperesi Kerület (11 parroquias)

## Historia
La eparquía fue erigida por el Francisco el 20 de marzo de 2015 con la bula Ad aptius consulendum, separando territorio de la archieparquía de Hajdúdorog.

Ad aptius consulendum spirituali bono atque regimini Christifidelium Byzantini ritus in Hungaria degentium, opportunum est visum pro iisdem Eparchiam condere. Audito igitur Venerabili Fratre Nostro S.R.E. Cardinale Praefecto Congregationis pro Ecclesiis Orientalibus, sequentia decernimus. Ex territorio a iurisdictione Archiepiscopi Haidudoroghensis detracto – id est in regionibus civilibus Szabolcsis, Szatmarsis et Beregsis – suprema Apostolica auctoritate constituimus Eparchiam Nyiregyhazanam cum omnibus iuribus atque obligationibus, quam Metropolitanae Ecclesiae Haidudoroghensi subicimus cuiusque sedem in urbe Nyiregyhazana ponimus, habens Cathedralem ecclesiam in sacra aede Deo dicata in honorem Sancti Nicolai, Episcopi Myrensis. Insuper omnes sacerdotes Archieparchiae Haidudoroghensis in paroeciis praedicti territorii ministerium exercentes suum novae Eparchiae ipso facto incardinabuntur, necnon seminarii alumni ex iisdem paroeciis provenientes ad novam circumscriptionem pertinebunt. Eius autem constitutio et administratio ad normas Codicis Canonum Ecclesiarum Orientalium fient. Quae vero iussimus ad effectum rite adducantur deque absoluto negotio sueta documenta exarentur et ad Congregationem pro Ecclesiis Orientalibus mittantur. Hanc denique Apostolicam Constitutionem nunc et in posterum ratam esse volumus, contrariis rebus nihil obstantibus.

## Estadísticas
De acuerdo al Anuario Pontificio 2020 la eparquía tenía a fines de 2019 un total de 102 484 fieles bautizados.
| Año                                                                             | Población            | Población | Población      | Sacerdotes | Sacerdotes    | Sacerdotes    | Bautizados por sacerdote | Diáconos permanentes | Religiosos | Religiosos | Parroquias |
| Año                                                                             | Bautizados católicos | Total     | % de católicos | Total      | Clero secular | Clero regular | Bautizados por sacerdote | Diáconos permanentes | Varones    | Mujeres    | Parroquias |
| ------------------------------------------------------------------------------- | -------------------- | --------- | -------------- | ---------- | ------------- | ------------- | ------------------------ | -------------------- | ---------- | ---------- | ---------- |
| 2016                                                                            | 102 484              | 559 272   | 18.3           | 112        | 106           | 6             | 915                      |                      | 11         | 3          | 84         |
| 2019                                                                            | 102 000              | 557 000   | 18.3           | 117        | 112           | 5             | 871                      |                      | 6          | 2          | 84         |
| Fuente: Catholic-Hierarchy, que a su vez toma los datos del Anuario Pontificio. |                      |           |                |            |               |               |                          |                      |            |            |            |

## Episcopologio
- Atanáz Orosz (20 de marzo de 2015-31 de octubre de 2015]) (administrador apostólico)
- Ábel Szocska, O.S.B.M., (31 de octubre de 2015-7 de abril de 2018 nombrado eparca) (administrador apostólico)
- Ábel Szocska, O.S.B.M., desde el 7 de abril de 2018